# Trachylepis mekuana
Trachylepis mekuana este o specie de șopârle din genul Trachylepis, familia Scincidae, descrisă de Laurent Chirio și Ivan Ineich în anul 2000.
Este endemică în Camerun. Conform Catalogue of Life specia Trachylepis mekuana nu are subspecii cunoscute.